# System Board Y2
Le System Board Y2 est un système d'arcade créé par la société SI Electronics en 2009.

## Description
Le System Board Y2, a été développé après que Kaga Electronics effectue le rachat de la société auprès de Sega Sammy Holdings en 2008.
Le System Board Y2 est un système d'arcade à bas-coût. Contrairement aux tendances actuelles qui sont d'utiliser des systèmes à base de PC pour réduire les frais, il utilise une plate-forme interne de type "système mono-puce" pour fournir un environnement de développement stable. Toujours dans cette optique, System Board Y2 compte s'appuyer sur un long cycle de production.
La base de ce système est la propre carte YATA-2 fabriquée par SI Electronics.

## Spécifications techniques

### Processeur
YATA-2 ASIC : 32-bit RISC cadencé à 266 MHz

### Affichage
- 25000 de sprites par écran
- 100 millions de polygones par seconde
- Résolution : 800 × 600 x 30 images par seconde

### Audio
- 32 canaux de sortie
- 2 canaux stéréo RCA

### Média
ROM : 1,7 Go programmable maximum + 256 Mo pour le son

### Connectique
- Connecteur : JAMMA, JVS
- Sérial: 1 canal
- GPIO: 16 canaux

## Liste des jeux
- Higurashi no Naku Koro ni Jong
- The King of Fighters Revenge[4]
- En-Eins Perfektewelt